# Irán Eory
Elvira Teresa Eory Sidi mais conhecida como Irán Eory, (Teerã, 21 de outubro de 1937 – Cidade do México, 10 de março de 2002) foi uma atriz iraniana radicada no México. Viveu boa parte de sua vida no Marrocos e na Espanha. Filha de imigrantes europeus, seu pai Frederic Emilá Eory era um diplomata austríaco e sua mãe, Ángela Sidi, era judia turca.

## Biografia
Irán Eory iniciou sua carreira de atriz na Espanha. Seu primeiro trabalho foi no cinema com o filme "El diablo toca la flauta" em 1954 e a partir daí não parou mais. Seguiram-se outros trabalhos, ainda no cinema como: Fray Escoba em 1963 ao lado de René Muñoz (faleceu no dia 11 de maio de 2000 na Cidade do México, vítima de câncer do esôfago e complicações nos rins e no pulmão); atuou em "Noblezaá Baturra" em 1965 com Vicente Parra e "Una chica para dos" em 1968 e tantos outros trabalhos.
Além de atuar no cinema e na televisão, Irán Eory também era cantora, e chegou a ganhar, em 1964, o El Festival de Benidorm na Espanha, com a música "Eternidad". Chegou ao México em 1969, acompanhada de seus pais e convidada por Yolanda Dulche para gravar Rubi seu primeiro filme em solo mexicano, com Aldo Monti e Carlos Bracho.
No México, sua primeira telenovela foi "Encrucijada" em 1970, com Jacqueline Andere e Enrique Aguilar; e "Las máscaras" em 1971, ainda no ano de 1971, foi ao ar a telenovela que a fez ser conhecida em toda a América latina, "El amor tiene cara de mujer" com a participação da magnifica atriz Silvia Derbez também já falecida (faleceu no dia 6 de abril de 2002 na Cidade do México, de câncer pulmonar aos 70 anos de idade), Irma Lozano e Lucy Gallardo.
Outras telenovelas: "Mundo de juguete" 1974, "Dominica Monteiro" em 1978, "Rosángela" de 1979, na Venezuela, "Principessa" em 1984, além de outras. Foi cantora, bailarina, fez teatro musical e tocava vários instrumentos musicais como
piano, acordeon, guitarra e falava várias línguas.
Foi casada com o ator cômico mexicano Mario Moreno o Cantinflas, que faleceu em 1993. Em 1999, Eory sofreu um edema cerebral, que a manteve hospitalizada por um tempo e afetou a mobilidade do seu lado esquerdo do corpo. Ela vivia em seu apartamento na Colônia Nápoles junto de sua mãe. A última vez em que Irán Eory apareceu em público na tv foi na Univision, nos Estados Unidos no programa da apresentadora Martha Susana.
Duas semanas depois, na sexta-feira 8 de fevereiro de 2002, desmaiou em sua casa e foi levada para o Hospital Inglês na Cidade do México, onde veio a falecer na manhã de domingo, dia 10 de fevereiro de 2002 às 07:35, aos 63 anos de idade, após entrar em coma e sofrer um derrame cerebral.
Seu último trabalho na televisão foi em 2001 na novela Aventuras en el tiempo, onde fez uma participação especial. Ao falecer deixou viúvo o também ator chileno Carlos Monden (casados desde 1986-2002) e sua mãe dona Ángela. Nunca teve filhos, seu corpo foi cremado, e suas cinzas foram depositadas juntas a de seu pai (falecido em 1989), no Panteón de las Lomas de Chapultepec na Cidade do México. Dona Ángela faleceu um ano depois, em maio de 2003, devido a um derrame cerebral.

## Telenovelas
- "Aventuras en el tiempo" (2001).... Violeta
- "Por un beso" (2000).... Carmen
- "Por tu amor" (1999).... Paz Montalvo
- "La usurpadora" (1998).... Lourdes
- "Gotita de amor" (1998).... Madre Superiora
- "Sín tí" (1997-1998).... Mercedes
- "Esmeralda" (1997).... Piedad
- "María la del Barrio" (1995-1996).... Victoria de la Vega
- "El Vuelo del aguila" (1994-1995).... Agustina de Romero Rubio
- "Prisionera de amor" (1994).... Eloisa
- "Entre la vida y la muerte" (1993).... Aída
- "Carrusel de las Américas" (1992).... Doña Marcelina Rochild
- "La Pícara Soñadora" (1991).... Marcelina Ruvalcaba de Rochild
- "En carne propia" (1990-1991).... Susana Tamaris
- "Cuando llega el amor" (1990).... Rosalia
- "La pobre señorita Limantur" (1987).... Delegada Josepha
- "Principessa" (1984-1986).... Paola
- "Rosángela" (1983)....Rosángela
- "Doménica Montero" (1978).... Domenica Montero
- "Mundo de juguete" (1974-1977).... Tia Mercedes Balboa
- "El amor tiene cara de mujer" (1971-1974).... Vicky Gallardo y Pimentel
- "Las máscaras" (1971)
- "Encrucijada" (1970)....Susan Harrison

## Filmes
- "El Último kamikaze" (1983)
- "Barcelona sur" (1981)
- "En busca de un muro" (1973)
- "El amor tiene cara de mujer" (1973)
- "La Justicia tiene doce años" (1973)
- "El Tres perfectas casadas" (1972)
- "Entre dos amores"(1972)
- "El cielo y tu" (1971)
- "Rubi" (1969).... Rubi
- "íSe arm? el belÚn" (1969)
- "Una Chica para dos" (1968)
- "Flash 18" (1968)
- "No desearás la mujer de tu próximo" (1968)
- "Novios 68" (1967).... Teresa, farmacêutica
- "Chicos con las chicas, Los" (1967)
- "¿Qué hacemos con los hijos?" (1967)
- "Tre notti violente aka Web of Violence (1966)
- "El Viudas, Las aka Aniversario" (1966)
- "El Arte de no casarse" (1966).... Sueca
- "El Hombre del valle maldito" (1965)
- "Mision Lisboa Espionage in Lisbon" (1965)
- "Nobleza baturra" (1965)
- "El Pecador y la bruja" (1964)
- "Confidencias de un marido" (1963)
- "Horror aka Blancheville Monster, The" (1963)
- "Los Muertos no perdonan" (1963)
- "La Máscara de Scaramouche" (1963)
- "La Verbena de la Paloma" (1963)
- "Ensayo general para la muerte" (1963)
- "Esa pícara pelirroja" (1963)
- "Rogelia" (1962)
- "Vuelve San Valentín" (1962)
- "Sabian demasiado" (1962)
- "Accidente 703" (1962)
- "Fray Escoba" (1961)
- "Prohibido enamorarse" (1961).... Enfermeira do doutor Bolt
- "Los Ases buscan la paz" (1955)
- "Tres huchas para Oriente" (1954)
- "El diablo toca la flauta" (1954)